# Peter Peake
Robert Peter Joseph Peake (* März 1971 in Wolverhampton, Staffordshire) ist ein britischer Animator und Filmregisseur.

## Leben
Peake studierte von 1990 bis 1992 Grafikdesign am Bath College of Higher Education und kam 1992 zum britischen Animationsstudio Aardman Animations. Er war als freier Animator zunächst im Werbefilmbereich von Aardman aktiv, bevor er 1994 seinen ersten Kurzfilm Pib and Pog schrieb und animierte. Pib and Pog erschien 1994 und erhielt im folgenden Jahr eine BAFTA-Nominierung als Bester animierter Kurzfilm. Peakes zweite Regiearbeit Humdrum erhielt eine BAFTA- und eine Oscarnominierung als Bester animierter Kurzfilm.
Als Animator war Peake unter anderem am Aardman-Film Wallace & Gromit – Unter Schafen sowie an der Trickserie Creature Comforts beteiligt. Für Channel 4 schuf er die Fernsehserie Captain Sarcastic. Seit 2004 ist er (mit Unterbrechung) Leiter der Werbefilmabteilung bei Aardman. Peake ist auch Dozent am Centre for Animation des Via University College in Viborg, Dänemark.

## Filmografie
- 1993: Not Without My Handbag
- 1995: Wallace & Gromit – Unter Schafen (Wallace and Gromit in A Close Shave)
- 1995: Pib and Pog (Regisseur, Drehbuch)
- 1999: Humdrum (Regisseur, Drehbuch)
- 2000: Captain Sarcastic
- 2001: Rex the Runt (TV-Serie, drei Folgen) (Regisseur)
- 2002: Robbie, das Rentier in Die Legende des vergessenen Stammes (Legend of the Lost Tribe) (Regisseur)
- 2003: Creature Comforts (TV-Serie, 13 Folgen)
- 2004: Out of Joint (Regisseur, Drehbuch)
- 2011: Pythagasaurus (Regisseur, Drehbuch)

## Auszeichnungen (Auswahl)
- 1995: BAFTA-Nominierung, Bester animierter Kurzfilm, für Pib and Pog
- 1999: BAFTA-Nominierung, Bester animierter Kurzfilm, für Humdrum
- 1999: Gold Plaque, Chicago International Film Festival, für Humdrum
- 2000: Oscarnominierung, Bester animierter Kurzfilm, für Humdrum